# Temora discaudata
Temora discaudata é uma espécie de crustáceo da família Temoridae. Foi descrita pela primeira vez por James Dwight Dana em 1849, tendo sido colocada originalmente no gênero Calanus. Foi re-descrita como integrante do gênero Temora pelo zoólogo prussiano Wilhelm Giesbrecht em 1889. As fêmeas medem de 1,68 mm a 2,05 mm; enquanto os machos vão de 1,65 mm a 1,85 mm.